# Sarabande (Händel)

Cembalo von Giuseppe Mondini, Florenz 1701, aktuell im Museum für Kunst und Gewerbe Hamburg

Die Sarabande von Georg Friedrich Händel ist ein barockes Musikstück. Es ist der dritte von vier Tänzen aus seiner vierten Suite in d-Moll, Händel-Werke-Verzeichnis (HWV) 437, die etwa 1705/07 wahrscheinlich während seiner Hamburger Zeit entstand. In gedruckter Form wurde sie 1733 in London bei dem Musikverleger John Walsh veröffentlicht. Komponiert ist die Sarabande für ein solistisches Cembalo. Das Stück ist sehr bekannt und wird oft gespielt. Es gibt Bearbeitungen für Orchester und verschiedene Einzelinstrumente. Eine düstere Orchesterfassung von Leonard Rosenman verwandte Stanley Kubrick als eine Art Trauermusik für seinen Film Barry Lyndon aus dem Jahr 1975. Bei Metal- und Rockmusikern ist die Sarabande ein beliebtes und vielfältig für E-Gitarren bearbeitetes Stück.

## Musikalische Struktur und Hintergrund
Das Stück ist einfach aufgebaut, das 16-taktige Thema wird zunächst vorgestellt und wiederholt, dann zweimal variiert mit jeweils einer Wiederholung. Gesetzt ist es in der Tonart d-Moll, der Takt besteht aus langsamen und feierlichen ³/₂. Er besteht also aus drei halben Noten. Ein wichtiges stilistisch-rhythmisches Element der Sarabande ist die Punktierung der zweiten Note im ³/₂-Takt, die durch eine Viertelpause erzeugt wird.
Händel verwendet in diesem Stück Kadenzen, die in der Musikforschung als Almira-Kadenzen (nach dem Musikwissenschaftler Terence Best) bezeichnet werden. Almira, Königin von Castilien ist Händels erste Oper, 1705 in Hamburg uraufgeführt, in der der dort enthaltene höfische Tanz Sarabande ganz ähnliche Harmonien und Tonfolgen wie die Sarabande aus HWV 437, aufweist. Auch in anderen Werken tauchen diese Kadenzen auf.
Die Sarabande gehört mit ihrem ³/₂-Takt, wie die anderen vergleichbaren Stücken, dem älteren Typus an, der vor 1712 entstanden ist. Spätere Sarabanden setzte Händel im ³/₄-Takt; der Tanzsatz wurde also schneller. Das Stück klingt nach Ansicht des Musikwissenschaftlers Siegbert Rampe aber nicht wie ein Tanzstück, sondern eher wie eine Aria im Stil einer Sarabande. In der Musikforschung wird vermutet, dass Händels Cembalosuiten wohl nie zu einer Veröffentlichung gedacht waren, denn sein Thema war die unter kommerziellen Gesichtspunkten inszenierte Oper. Vielleicht dienten diese Suiten, und damit auch diese Sarabande, zunächst ihm selbst zur Übung, dem Unterricht oder der privaten Aufführung, vielleicht auch in improvisierten Variationen, auch als Anleitung für Freunde und seine drei Schülerinnen, Töchter des Königs Georg II. Händels Sarabanden aus der Zeit bis 1710 könnten durch die Claviersuiten von Johann Jakob Froberger beeinflusst worden sein. Frobergers Stücke kannte er durch Johann Philipp Krieger, der in Weißenfels Hofkapellmeister war. Händels Vater war dort Leibarzt von Herzog Johann Adolph I.

## Ausgaben (Auswahl)
- 1897: Johan Halvorsen: Sarabande con variazioni, Thême de Händel Partitur.
- Sarabande mit Variationen – aus der Suite Nr. 4 in d-moll. In: Spielmusik für Volksinstrumente. Gitarre-Trio. Nr. 5, J. Trekel, Hamburg (Partituren, auch auf dem Album Panorama de la guitare 2018).
- 1998: Sarabande from Suite D Minor Nr. 4 HWV 437 klassisches Orchester auf dem Album Golden Classics in the Last 300 years.
- 2009: Sarabande – from Suite Nr. 4 in D minor for cembalo (HWV 437, Partitur) – Adaption von Sylvia Corinna Rosin, Moeck, Celle.
- 2016: Sarabande. HWV 437, Naxos Regular CD.

## Hörproben und Weblinks
- Cembaloversion
- großes Orchester
- Georg Friedrich Händel – Sarabande im Audioarchiv – Internet Archive
- 35 Georg Friedrich Handel Sarabande, 1706 im Audioarchiv – Internet Archive
- Händel Sarabande – Violin & Viola – Rec. 1939 im Audioarchiv – Internet Archive (gespielt von Frederick Grinke [Violine] und Watson Forbes [Viola])
- Metal-Cover von Nils Courbaron: The Sarabande Of Haendel